# 下羅然卡

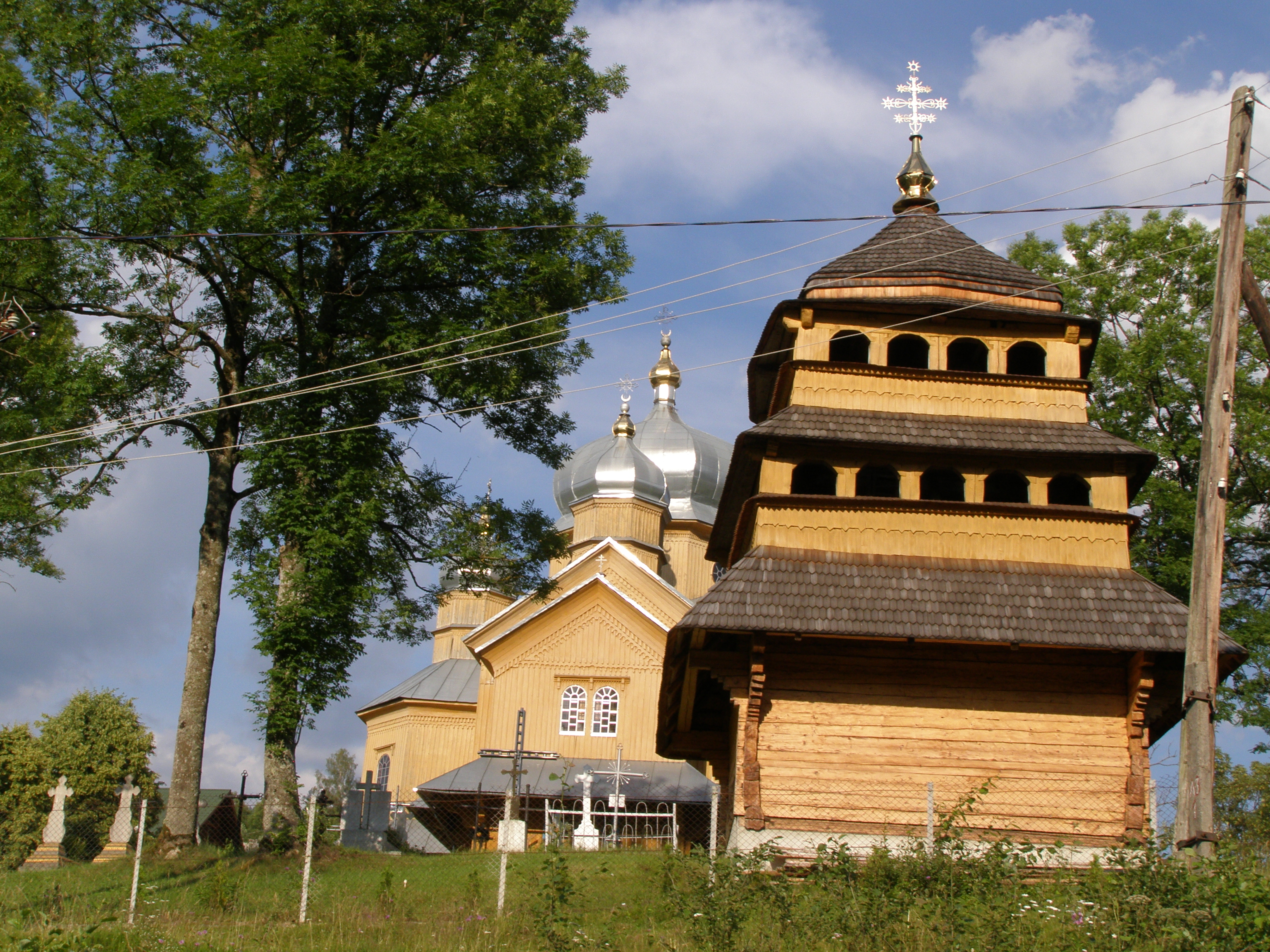
教堂

48°49′10″N 23°30′23″E / 48.81944°N 23.50639°E
下羅然卡（烏克蘭語：Нижня Рожанка），是烏克蘭西部利維夫州斯特雷區斯拉夫斯科市镇的村莊，處於羅然卡河畔，面積18.83平方公里，海拔高度759米，2001年人口887。